# Zack Kim
Zack Kim 	(né le 5 mai 1983) est un guitariste coréen qui est devenu connu pour sa maîtrise de la technique appelée Touch Style, qui implique le tapping des cordes de la guitare de la main droite et de la main gauche simultanément. Beaucoup de guitaristes utilisent le Touch Style sur une guitare, mais Zack l'exécute fréquemment sur deux guitares ; sa main gauche jouant une guitare pendant que sa main droite joue l'autre. Ses arrangements incluent différents styles, du classique au jazz, aussi bien que des arrangements extravagants cependant avec virtuosité d'airs tel que le thème de la musique du jeu vidéo Mario Bros.

## Biographie
Le guitariste coréen Zack Kim est né en Corée, mais sa famille s'est déplacée en Malaisie quand il avait huit ans. Bien qu'il n'ait eu aucune formation formelle, Zack a développé une excellente oreille et une technique parfaite, comme sa maîtrise du Touch Style. Il est fréquemment un joueur de session en Malaisie avec des groupes tels que Tempered Mental, One Buck Short et Groovetank, aussi bien qu'avec des producteurs tels que Greg Henderson et Nick Lee. Il était aussi nommé meilleur guitariste en aide dans un lieu de compétition entre groupes, où le sien, Cosmic Funk Express, sortait vainqueur. Des rumeurs circulent comme quoi sa composition Robot Dance, sortie en 2011, aurait été plagiée par Daft Punk dans leur chanson Get Lucky (2013). Toutefois, Zack Kim n'a à ce jour porté aucune plainte et l'affaire reste assez oubliée.

## Influences
Bien qu'il n'ait jamais eu une vraie formation, il cite Adam Fulara et Stanley Jordan (par le site de Stanley Jordan), pour l'avoir influencé dans les bases du Touch Style.

## Touch Style
Le Touch Style est une manière unique de jouer de la guitare avec les deux mains. Beaucoup de personnes attribuent à Stanley Jordan (mais plus anciennement joué par Enver Izmaylov) la popularisation de la technique qui requiert le « tapping » des cordes à la fois à la main droite et à la main gauche. Beaucoup de guitaristes appliquent cette technique sur une guitare, mais Zack Kim a développé une manière originale d'y jouer sur deux guitares. Sa main gauche joue sur une guitare pendant que sa main droite joue sur l'autre guitare.
D'autres guitaristes connus qui utilisent fréquemment le Touch Style ou une technique semblable sont:
- Michael Angelo Batio
- Stanley Jordan
- Adam Fulara
- Dominic Frasca
- Eddie Van Halen

## Arrangements et compositions
Classique
- Canon in D de Johann Pachelbel
- The Promise de Michael Nyman
- Fur Elise de Ludwig van Beethoven
- Piano Sonata en Do Majeur de W. A. Mozart
- Prelude en Do Mineur BWV 847 de J. S. Bach
- Goldberg Variations No. 1 BWV 988 de J. S. Bach

Jazz
- Autumn Leaves de Kozma, Mercer, et Prévert
- Moon River de Henry Mancini

Divers
- Super Mario Theme de Koji Kondo
- FFVII Chocobo Theme de Nobuo Uematsu
- Doraemon Theme de Shunsuke Kikuchi
- Better off Alone de Alice DJ

Compositions originales
- Dear Tiesto de Zack Kim
- Zamotion
- Robot Dance (2011)